# ひのきしんじ
ひのき しんじ（檜晋樹、桧晋樹、1945年1月2日 - ）は、日本の音楽プロデューサー、元歌手。東京都出身。妻は元女優、歌手の本間千代子。

## 経歴
幼少時、劇団若草に入団し、子役として活動。映画「しいのみ学園」などに出演。1958年開始のテレビドラマ「怪人二十面相」（日本テレビ系）に小林少年役として出演、人気を博す。後に、唄うテレビスターと持て囃され、1962年、檜晋樹の名でキングレコードより歌手デビュー。1965年までに十数枚のシングル盤をリリースするが、うまくいかず、学生生活に戻る。その後、今までの経験を生かし音楽ディレクター&パーソナリティに。芸名を平仮名・ひのきしんじに変更。1973年頃四人囃子のディレクションを担当。1974年8月25日、自らの歌唱とプロデュースによるシングル「僕から」がヒット。
1976年、本間千代子と結婚。その後、五木ひろし「長良川艶歌」「居酒屋」「契り」等で日本レコード大賞・日本歌謡大賞・日本作詩大賞等を受賞。石川さゆり、研ナオコ、前川清、山本譲二、オユンナをプロデュース。2016年以降、中丸三千繪、雨谷麻世、黒川泰子をプロデュース。
2018年11月現在、エフエム東京「MUSICBIRD」内包「おはようサタデー」のラジオパーソナリティとして16年目を迎えた。妻の本間は既に歌手・女優としては引退も、「おはようサタデー」で共演。

### 家族・親族
- 冨田勲 - 義兄

## レコード（歌手時代、一部）
- 「星に呼んだよ」/「ユーウツなんだ」（1962年5月）
- 「カッコいい娘」/「お姉さんと呼んだ人」（1962年7月）
- 「泣きたくなったら」/「黒い夜霧」（1962年8月）
- 「美少年」/「あの娘が住んでる街へ」（1962年9月）
- 「若い旅愁」/「銀座テキサス」（1962年10月）
- 「小っちゃなレディ」/「あの娘は星になっちゃった」（1962年11月）
- 「旅人」/「いつもの街角」（1962年12月）
- 「君嫁ぐ日ちかく」/「ねむの木の下で」（1963年2月）
- 「小太郎笠」/「若武者出陣」（1963年6月）
- 「丘の校舎」/「若いぼくら」（1964年2月）
- 「赤いスポーツカー」/「思い出の橋」（1964年5月）
- 「ビルと涙と青空と」/「ひとつのリンゴ」（1964年6月）
- 「ハモニカ列車」/「ヨットで旅に出よう」（1964年8月）
- 「君にさよなら」/「泣かせちゃいやだ」（1965年10月）
- 「僕から」/「ふたりのさざ波」（1974年8月25日）

### アルバム
- 僕から オクターブ+1（プラスワン） 1975年3月25日発売

1. この度の手土産に
作詞・作曲：小椋佳／編曲：深町純
2. おもかげ
作詞：深沢径／作曲：白鳥英美子／編曲：竜崎孝路
3. 猫
作詞・作曲：及川恒平／編曲：原茂
4. あなたの故里（あなたのふるさと）
作詞：岡田冨美子／作曲・編曲：竜崎孝路
5. むらさき水晶
作詞・作曲：りりィ／編曲：深町純
6. 僕から
作詞：岡田冨美子／作曲・編曲：竜崎孝路
7. 何処から何処へ何の為に
作詞・作曲：小椋佳／編曲：深町純
8. 母の絵
作詞・作曲：及川恒平／編曲：原茂
9. ふたりのさざ波
作詞：岡田冨美子／作曲・編曲：竜崎孝路
10. あなたの手紙は白い紙吹雪
作詞・作曲：白鳥英美子／編曲：深町純
11. 夢のような
作詞・作曲：下田逸郎／編曲：深町純

- - アルバムの明細の出典はアナログレコード付属の歌詞カード。

## 出演番組
アール・エフ・ラジオ日本
- 歌の目覚まし〜夫婦でおはよう〜

ミュージックバード
- おはようサタデー 思いのままにミュージックサンキュー”（土曜日7：00～8：55） 本間千代子と共演。